# St. Oswald (Stralsbach)

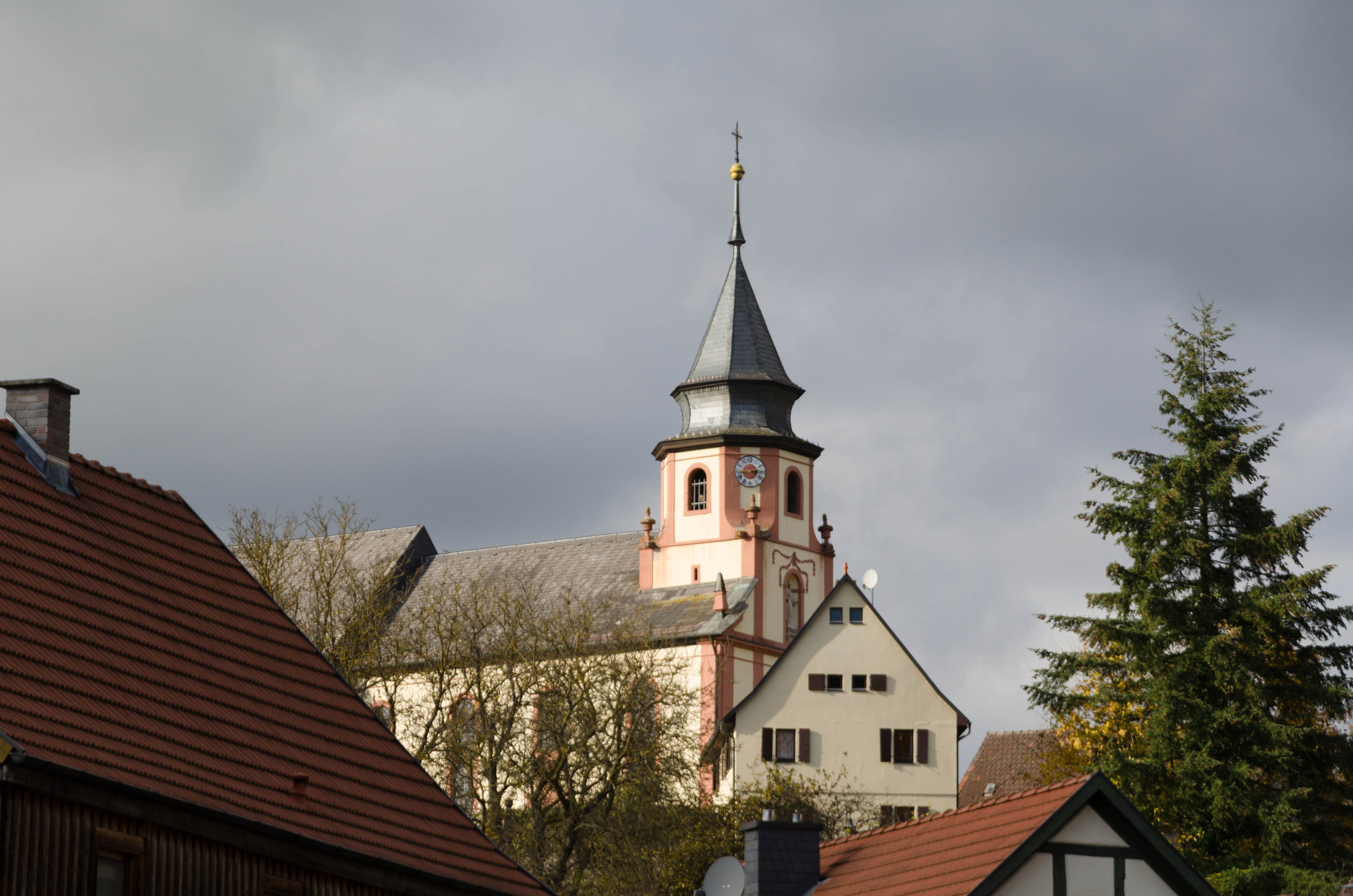
St.-Oswald-Kirche

Die römisch-katholische Kirche St. Oswald befindet sich in Stralsbach, einem Ortsteil des in Unterfranken gelegenen Ortes Burkardroth. Schutzpatron ist der hl. Oswald.
Die Kirche gehört zu den Baudenkmälern von Burkardroth und ist unter der Nummer D-6-72-117-90 in der Bayerischen Denkmalliste registriert.

## Geschichte
Wann der Vorgängerbau der heutigen St.-Oswald-Kirche entstand, ist nicht gesichert. Ein in Stralsbach für das Jahr 1285 verbürgter Leutepriester lässt auch die Existenz einer Kirche im Ort vermuten. Keramikreste, die im Rahmen der Umbauarbeiten an der heutigen St.-Oswald-Kirche im Jahr 1974 lassen den Schluss zu, dass eine erste Strallbacher Kirche zwischen 1150 und 1120 entstand.
Die Inschrift „im 1488 iar“ an der Friedhofsmauer könnte auf einen Teilumbau der Kirche oder auf den Neubau des Pfarrhauses hinweisen. In der mündlichen Überlieferung gibt es Hinweise für den Abriss einer Kirche im Jahr 1594 und die Errichtung einer neuen Kirche im Jahr 1618 durch den Würzburger Fürstbischof Julius Echter von Mespelbrunn. Einer Inschrift an der Friedhofsmauer zufolge wurde im Jahr 1654 der Friedhof erweitert.
Ein Turmeinsturz an diesem Kirchengebäude im Jahr 1793, der auch die benachbarten landwirtschaftlichen Gebäude des Pfarrhofes beschädigte, die innerhalb des Turms befindliche Marienfigur der Kirche aber unversehrt ließ, soll den Würzburger Fürstbischof Georg Karl von Fechenbach zum Bau der heutigen Kirche im Jahr 1801 bewogen haben. Die diesbezüglichen Unterlagen wurden laut Staatsarchiv im Zweiten Weltkrieg vernichtet. Der südliche Seitenaltar der neu erbauten Kirche entstand um 1762 und beherbergte eine Marienstatue mit den Nebenfiguren des hl. Veit und des hl. Oswald (alle im Rokoko-Stil). Da die Marienstatue die zentrale Figur des Altars war, die vom hl. Oswald lediglich flankiert wurde, könnte die Kirche zu dieser Zeit der hl. Maria geweiht gewesen sein.
Zudem wurde die Kirche unter anderem mit einem Taufstein und Beichtstühlen von 1801, einem 1792 entstandenen Abendmahlgemälde von Johann Martin, einer etwa 1770 von Wil. Stein gemalten Darstellung der Geburt Christi, einer Tragmadonna (etwa 1700) und Plastiken der hl. Sebastian, Anton und Valentin ausgestattet.
Der Hochaltar wurde 1906 gestiftet. Vermutlich fanden im gleichen Jahr eine neue Ausmalung der Kirche und eine Erneuerung des Fußbodens statt.
Die Kirche hatte in den 1940er Jahren vier Glocken, von denen drei abgeliefert werden mussten. Die verbleibende Glocke passte nicht zum 1950 beschafften neuen Geläut mit den Tönen fis´, gis´, ais´ und cis´´. Sie wurde der Benediktinerabtei Münsterschwarzach zur Verfügung gestellt.
Im Jahr 1974 wurde die St.-Oswald-Kirche um einen Erweiterungsbau nach Westen ergänzt, der am 1. September 1974 durch Weihbischof Alfons Kempf eingeweiht wurde. Im Anbau befinden sich einige Skulpturen aus der Zeit vor der Erweiterung. Daneben sind von der vorherigen Bausubstanz der Kirchturm, das Gemäuer und einige Einrichtungsgegenstände erhalten geblieben. Durch eine Bauanalyse im Rahmen der Umbauarbeiten konnten acht Fußbodenschichten nachgewiesen werden.